# اچ‌ام‌اس اسکپتر (۱۹۱۷)
اچ‌ام‌اس اسکپتر (۱۹۱۷) (به انگلیسی: HMS Sceptre (1917)) یک کشتی بود. این کشتی در سال ۱۹۱۷ ساخته شد.